# 3022 Dobermann
3022 Dobermann eller 1980 SH är en asteroid i huvudbältet som upptäcktes den 16 september 1980 av den tjeckiske astronomen Zdeňka Vávrová vid Kleť-observatoriet. Den är uppkallad efter astronomen och hunduppfödaren Friedrich Louis Dobermann.
Den tillhör asteroidgruppen Hungaria.